# Middleborough Center
Middleborough Center – jednostka osadnicza w Stanach Zjednoczonych, w stanie Massachusetts, w hrabstwie Plymouth.